# Melidia brunneri
Melidia brunneri är en insektsart som beskrevs av Carl Stål 1876. Melidia brunneri ingår i släktet Melidia och familjen vårtbitare. Inga underarter finns listade i Catalogue of Life.